# Tartagal (Santa Fé)
Tartagal é uma comuna da Argentina localizada no departamento de Vera, província de Santa Fé.